# Centro de Investigación en Ingeniería Biomédica de la Universidad Politécnica de Cataluña
El CREB-UPC es un centro de investigación en ingeniería biomédica que pertenece a la Universidad Politécnica de Cataluña. Es un centro multidisciplinado que intenta cubrir la demanda de I+D+i existente en el campo de la ingeniería biomédica.
Está constituido por un equipo de investigadores altamente cualificados y con una sólida experiencia profesional, que durante más de quince años realizan una importante actividad de investigación aplicada y de transferencia de tecnología hacia los sectores involucrados de la innovación biomédica. Este grupo de investigadores consta de 80 profesionales, de los cuales 42 son doctores en ingeniería, física e informática y 38 son titulares superiores.

## Objetivos del centro
- Constituir un centro de I+D+i de referencia en el campo biomédico, con capacidad para proporcionar apoyo científico y tecnológico a instituciones y empresas del campo de la sanidad.
- Conseguir, mediante el desarrollo de proyectos de investigación y la prestación de los diferentes servicios, una estrecha colaboración entre el CREB, los hospitales, la industria y los estamentos públicos.
- Colaborar en la promoción de la investigación y la transferencia de tecnología en este campo multidisciplinario que integra desde áreas básicas de la tecnología médica hasta la práctica clínica.
- Apoyar la formación y la educación en el campo de la ingeniería biomédica.
- Promover la innovación en pequeñas y medianas empresas mediante la transferencia de tecnología.
- Conseguir la utilización y aprovechamiento óptimos de los recursos disponibles con la finalidad de maximizar la calidad de los servicios que suministra el Centro.
- Mantener un sistema de gestión de la calidad que fomente la mejora continua del Centro y asegure los niveles de excelencia de los servicios.

## Sectores a los que se dirige
- Institucional: organismos públicos, universidades, centros de investigación,...
- Sanitario: hospitales públicos y privados, fundaciones, centros de salud,...
- Industrial: fabricantes y distribuidores de aparatos e instrumentación médica, ortopédica, quirúrgica y de rehabilitación, consultorías y asesorías,...

## Divisiones del CREB
- División de Biomateriales y Biomecánica
- División de Señales y Sistemas Biomédicos
- División de Robótica y Visión
- División de Instrumentación y Bioingeniería
- División de Dosimetría de las Radiaciones Ionizantes
- División de Informática Gráfica

## Servicios que ofrece

### Áreas de trabajo
- Instrumentación biomédica
- Sistemas de diagnóstico, terapéuticos o preventivos
- Procesamiento de señales biomédicos
- Implantes y biomateriales
- Tecnología para discapacitados
- Aplicaciones de la radiación en medicina
- Tratamiento de imágenes

### Servicios
- Análisis de las propiedades mecánicas: fractura, fatiga y desgaste. Caracterización microestructural y química: microscopia óptica, electrónica y micro análisis de rayos X. Determinación de la rugosidad y resistencia a la corrosión
- Ensayos y estudios de microscopia electrónica ambiental, así como ensayos mecánicos in situ con el microscopio
- Ensayos y calibración de detectores de radiación fotónica y de radiación beta
- Asesoría en la automatización de procesos, adaptación y robotización de instalaciones
- Desarrollo de sistemas de tratamiento de imágenes, visión para inspección y guía de robots
- Ayudas técnicas para discapacitados
- Diseño y desarrollo de nuevos equipos, productos e instrumentación biomédica
- Diseño y desarrollo de sistemas de procesamiento de señales biomédicas
- Análisis de ronquidos respiratorios
- Programa de máster y doctorado en Ingeniería Biomédica
- Servicios de dosimetría personal externa
- Cursos de especialización para empresas
- Servicios de estadística avanzada en Bioingeniería y Bioinformática
- Formación en estadística y cálculo en R o Python